# Game.com
Game.com (czytane jako gamecom) – przenośna konsola gier wideo wyprodukowana w 1997 roku przez przedsiębiorstwo Tiger Electronics, jako konkurencja dla dominującego wówczas Game Boya. Ukazała się również mniejsza wersja tej konsoli, Game.com Pocket Pro. Konsola zawierała również podstawowe funkcje PDA.

## Wygląd i dane techniczne

### Sterowanie
Konsola posiada D-pad i cztery klawisze do grania A,B,C,D. Posiada również 3 klawisze opcji (MENU, SOUND oraz Pause) oraz przycisk ON/OFF. Posiada również dotykowy ekran.

### Nośniki danych
Konsola wykorzystywała kartridże, umieszczane z boku obudowy. Pierwsza wersja miała 2 sloty na kartridże, w Game.com Pocket Pro był tylko jeden.

### Połączenie z internetem
Game.com posiadał wbudowany port, dzięki czemu istniała możliwość podpięcia go do modemu. Dzięki temu można było m.in. czytać e-maile.

### Dane techniczne
- CPU: Sharp SM8521 8-Bit CPU
- Wyświetlacz: 200 × 160 pikseli; 4 odcienie szarości, przekątna 3.5 cala/ 2,8 cala Game.com Pocket Pro dotyk oparty na siatce 12 x 10
- Dźwięk: 4-kanałowy
- Zasilanie: 4 baterie AA
- Wymiary: oryginalna wersja – 190 × 108 x 19 mm, Game.com Pocket Pro – 140 × 86 x 28 mm

## Gry

### Wydane
- Batman & Robin
- Centipede
- Duke Nukem 3D
- Fighters Megamix
- Frogger
- Henry
- Indy 500
- Jeopardy!
- Lights Out
- The Lost World: Jurassic Park
- Monopoly
- Mortal Kombat Trilogy
- Quiz Wiz: Cyber Trivia
- Resident Evil 2
- Scrabble
- Sonic Jam
- Tiger Casino
- Wheel of Fortune
- Wheel of Fortune 2
- Williams Arcade Classics

### Anulowane
- A Bug's Life
- Command & Conquer: Red Alert
- Castlevania: Symphony of the Night
- Furbyland
- WCW Whiplash
- Metal Gear Solid[3]
- NBA Hangtime

Anulowany został też jeden nienazwany RPG, który został zidentyfikowany jako Shadow Madness z PlayStation.

## Odbiór konsoli na rynku
Pomimo obecności portów kilku znanych tytułów, takich jak Mortal Kombat Trilogy czy Sonic Jam, konsola nie odniosła sukcesu na rynku. Wpływ na to miały zarówno aspekty marketingowe, niewielka liczba gier, jak i niskiej jakości ekran dotykowy ze słabym czasem reakcji, oraz niewielką rozdzielczością.